# بوتشيليتو
بوتشيليتو هي بلدية في مقاطعة فرشيلي التابعة لإقليم بييمونتي الإيطالي، تقع على بعد حوالي 90 كيلومتر (56 ميل) إلى الشمال الشرقي من مدينة تورينو وحوالي 60 كيلومتر (37 ميل) إلى الشمال الغربي من فيرتشيلي. في 31 كانون الأول / ديسمبر 2004 كان عدد سكانها 258 نسمة، وتبلغ مساحتها 33.8 كيلومتر مربع (13.1 ميل2).
تقع بوتشيليتو على حدود البلديات التالية: بالموشيا كامبرتونو، موليا، ريما سان جيوبيسي، ريماسكو، روسا، سكوبا، سكوبيلو.

## وصلات خارجية
- www.boccioletovalsesia.it/